# Dedimar Souza Lima
Dedimar Souza Lima (nacido el 27 de enero de 1976) es un exfutbolista brasileño que se desempeñaba como defensa.
Jugó para clubes como el Vitória, Palmeiras, Atlético Mineiro, Júbilo Iwata, Coritiba, Santo André, Tokyo Verdy y São Caetano.

## Trayectoria

### Clubes
| Club             | País   | Año         |
| ---------------- | ------ | ----------- |
| Vitória          | Brasil | 1992 - 1996 |
| Juventude        | Brasil | 1996 - 1997 |
| Palmeiras        | Brasil | 1997        |
| Atlético Mineiro | Brasil | 1997 - 1998 |
| Júbilo Iwata     | Japón  | 1998        |
| Coritiba         | Brasil | 1999 - 2000 |
| Etti Jundiai     | Brasil | 2000 - 2003 |
| Santo André      | Brasil | 2003 - 2005 |
| Tokyo Verdy      | Japón  | 2006        |
| Marília          | Brasil | 2006 - 2007 |
| São Caetano      | Brasil | 2007        |
| Santo André      | Brasil | 2007        |
| Juventus         | Brasil | 2008        |
| Santo André      | Brasil | 2008        |